# Arno Türklitz
Arno Türklitz (* 12. Februar 1911 in Brandenburg an der Havel; † 24. Oktober 1993) war ein deutscher Möbelhändler und Mäzen.

## Werdegang

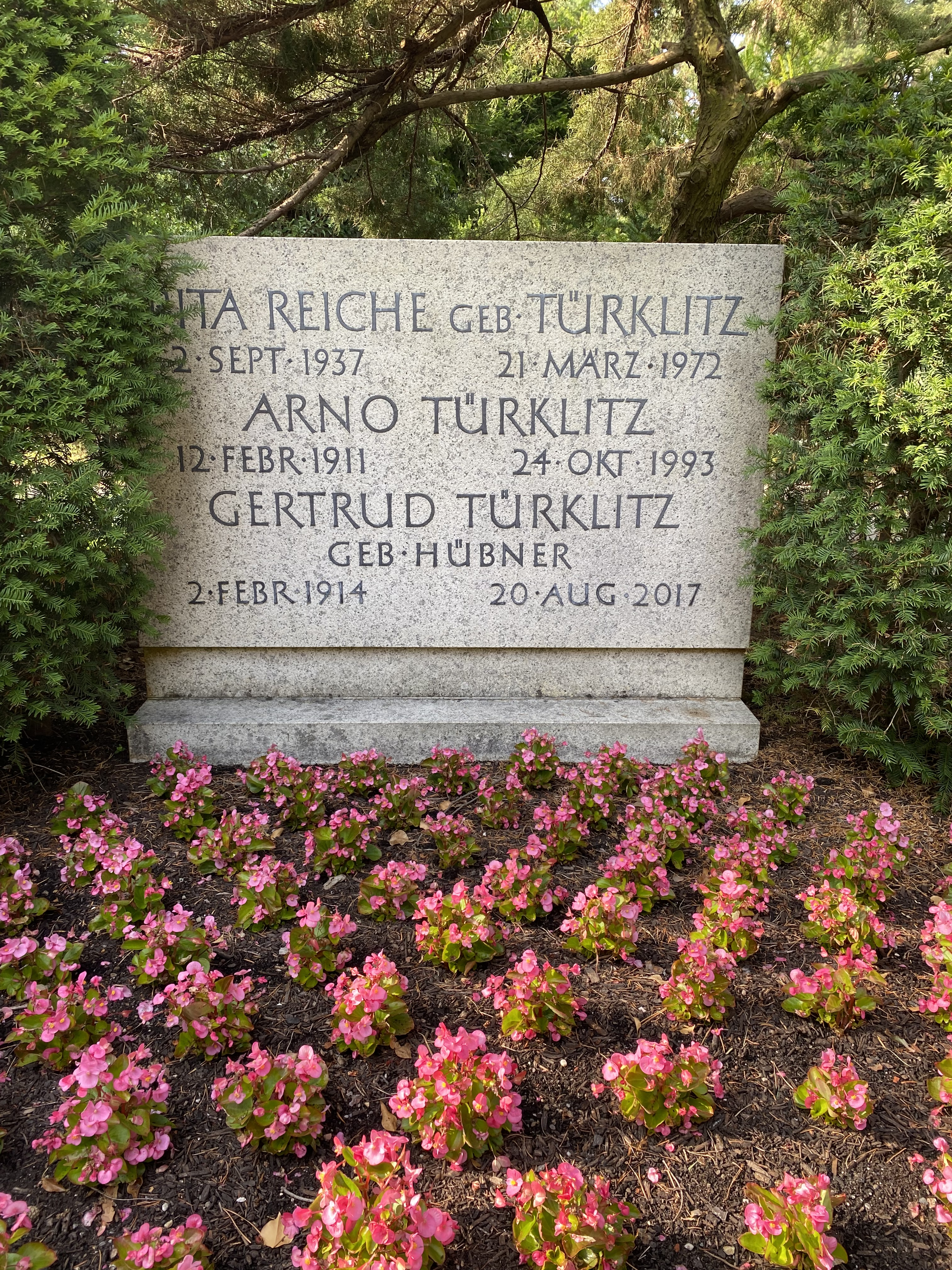
Grabstätte auf dem Waldfriedhof Dahlem

Türklitz wurde als Sohn des Tischlers und Möbelhändlers Emil Türklitz geboren. Sein Vater betrieb in Brandenburg an der Havel die familieneigene Möbelhandlung, die auch mit einer Filiale in Berlin vertreten war. 1935 heiratete er Gertrud Hübner, einzige Tochter des Berliner Möbelhändlers Karl Hübner, die 2017 im Alter von 103 Jahren in Berlin verstarb. Nach dessen Tod übernahm Arno Türklitz die Leitung von Möbel Hübner. In der wirtschaftlich schwierigen Zeit nach Ende des Zweiten Weltkriegs begann er, Bankzertifikate aus vorerst nicht auszahlbaren Guthaben als Anzahlung beim Möbelkauf zu akzeptieren. Die Käuferzahlen stiegen darauf sprunghaft an. In den 1960er Jahren erweiterte er das Sortiment seines Möbelhauses um eine „skandinavische Abteilung“. Mit der Übernahme der Möbelhäuser Neue Wohnkultur und Möbel-Kunst erschloss er neue Zielgruppen. Nach seinem Tod im Jahr 1993 übernahm sein Sohn Achim die Geschäfte.
Zur Förderung von Kultur und Wissenschaft in Berlin spendete er des Öfteren nicht unerhebliche Summen an die Technische Universität Berlin. 1990 stiftete er jährlich einen mit 5000 DM dotierten Preis der Firma Möbel Hübner für hervorragende Diplomarbeiten im Fach Architektur.
Das Unternehmen besteht auch noch im Jahre 2022 in der Genthiner Straße in Berlin-Tiergarten. Nun geführt von Albert Türklitz, dem Enkel des Gründers.
Seine letzte Ruhestätte fand Arno Türklitz auf dem Waldfriedhof Dahlem (Feld 001-619).

## Ehrungen
- 1953: Verdienstkreuz am Bande der Bundesrepublik Deutschland
- 1960: Ehrensenator der Technischen Universität Berlin[6]
- 1975: Großes Verdienstkreuz der Bundesrepublik Deutschland
- 1986: Großes Verdienstkreuz mit Stern der Bundesrepublik Deutschland